# Aeropuerto Internacional de Carrasco (Ort)
Aeropuerto Internacional de Carrasco ist eine Ortschaft in Uruguay.

## Geographie
Aeropuerto Internacional de Carrasco befindet sich auf dem Gebiet des Departamento Canelones. Sie grenzt an das westlich befindliche Departamento Montevideo. Im Norden liegt Colonia Nicolich, südlich schließt Paso de Carrasco an.

## Infrastruktur
Der Ort beherbergt den gleichnamigen Flughafen von Montevideo.

## Einwohner
Die Einwohnerzahl von Aeropuerto Internacional de Carrasco beträgt 90. (Stand: 2011)
| Jahr | Einwohner |
| ---- | --------- |
| 1963 | -         |
| 1975 | 354       |
| 1985 | 304       |
| 1996 | 316       |
| 2004 | 251       |
| 2011 | 90        |

Quelle: Instituto Nacional de Estadística de Uruguay